# Hardy–Ramanujans sats
Inom matematiken är Hardy–Ramanujans sats, bevisad av Ramanujan och Hardy 1917, en sats som säger att den normala ordningen av antalet ω(n) av olika primtalsfaktorer av n är log(log(n)). En mer exakt form av satsen säger att för en godtycklig reellvärd funktion ψ(n) som närmar sig oändlighet då n närmar sig oändlighet är
{\displaystyle |\omega (n)-\log(\log(n))|<\psi (n){\sqrt {\log(\log(n))}}}
eller mer traditionellt
{\displaystyle |\omega (n)-\log(\log(n))|<{(\log(\log(n)))}^{{\frac {1}{2}}+\varepsilon }}
för nästan alla heltal.  
Ett enkelt bevis av resultatet gavs av Pál Turán 1934, som bevisade att 
{\displaystyle \sum _{n\leq x}|\omega (n)-\log \log n|^{2}\ll x\log \log x\ .}
Samma resultat gäller för Ω(n), totala antalet primtalsfaktorer av n.